# Sri Mulyo (Suku Tengah Lakitan Ulu)
Sri Mulyo is een bestuurslaag in het regentschap Musi Rawas van de provincie Zuid-Sumatra, Indonesië. Sri Mulyo telt 2630 inwoners (volkstelling 2010).